# Horváth György (súlyemelő)
Horváth György (Budapest, 1943. december 21. – Budapest, 1988. október 17.) olimpiai bronzérmes és világbajnok magyar súlyemelő.

## Pályafutása
Az 1972-es müncheni olimpián bronzérmet szerzett középsúlyban, majd még abban az évben világbajnok lett szintén Münchenben, ugyanebben a versenyszámban. Európa-bajnokságon háromszor szerzett ezüst- és háromszor bronzérmet. 
1988. október 17-én hunyt el Budapesten.